# 小行星25333
小行星25333（25333 Britwenger）是一颗绕太阳运转的小行星，为主小行星带小行星。该小行星于1999年5月19日发现。

## 轨道参数
小行星25333的轨道半长轴为345 804 783 km，2.3115293 UA，离心率为0.172。